# 江高镇
江高镇是中国广东省广州市白云区下辖的一个镇，由原江高镇、神山镇合并而來。辖区总面积95.71平方公里，总人口11万人。京广铁路、广清高速公路、北二环高速公路、西二环高速公路纵贯全镇，2004年全镇国内生产总值28.7亿元。

## 行政區劃
江高镇下辖以下地区：
江兴社区、高塘社区、松岗社区、河心洲社区、江华社区、广北社区、金沙社区、神山社区、石龙社区、南山社区、塘贝村、水沥村、长岗村、新楼村、双岗村、茅山村、蓼江村、小塘村、何布村、大田村、南岗村、珠江村、江村、大龙头村、泉溪村、叶边村、沙溪村、勤星村、大岭村、郭塘村、沙龙村、聚龙村、大石岗村、杨山村、鹤岗村、硖石村、朗头村、两上村、两下村、五丰村、中八村、雄丰村、南浦村、罗溪村和井岗村。

## 历史建筑
江高骑楼街长达几公里，夹在流溪河与筷子河之间，據稱此處舊時乃江高镇的中心，曾是禺北重镇。南海、顺德、花都、从化、太和等地的人都会来江高这条街购物消费。
现存的江高骑楼街是战后于中共建政後的1950年代初期重建，已有50多年的历史。重建后的骑楼大多数都保留了舊广州骑楼的特色，屋顶由青砖堆砌而成的石柱整齐划一，金字塔形屋顶上每隔一段就有一块明瓦透光，带少量雕纹修饰的暗绿色窗户则镶嵌在二楼外墙。而爱国西路一带的骑楼街更加完整地结合了商住两用的建筑功能。

## 记事
2010年8月，江高鎮發生水災。由於受到熱帶氣旋獅子山帶來的大暴雨影響，加上早前由於武廣高鐵工程把去水通道佔用了三分之二，令江高鎮的排水能力受到影響而造成水浸。